# Åh... dessa karlar!
Åh... dessa karlar! (franska: Un éléphant ça trompe énormément) är en fransk romantisk komedi från 1976 i regi av Yves Robert.

## Rollista i urval
- Jean Rochefort - Etienne
- Claude Brasseur - Daniel
- Guy Bedos - Simon
- Victor Lanoux - Bouly
- Danièle Delorme - Marthe
- Anny Duperey - Charlotte
- Martine Sarcey - Mme. Esperanza
- Catherine Verlor - Delphine
- Marthe Villalonga - Mouchy
- Anémone - concierge